# Consiglio Grande e Generale

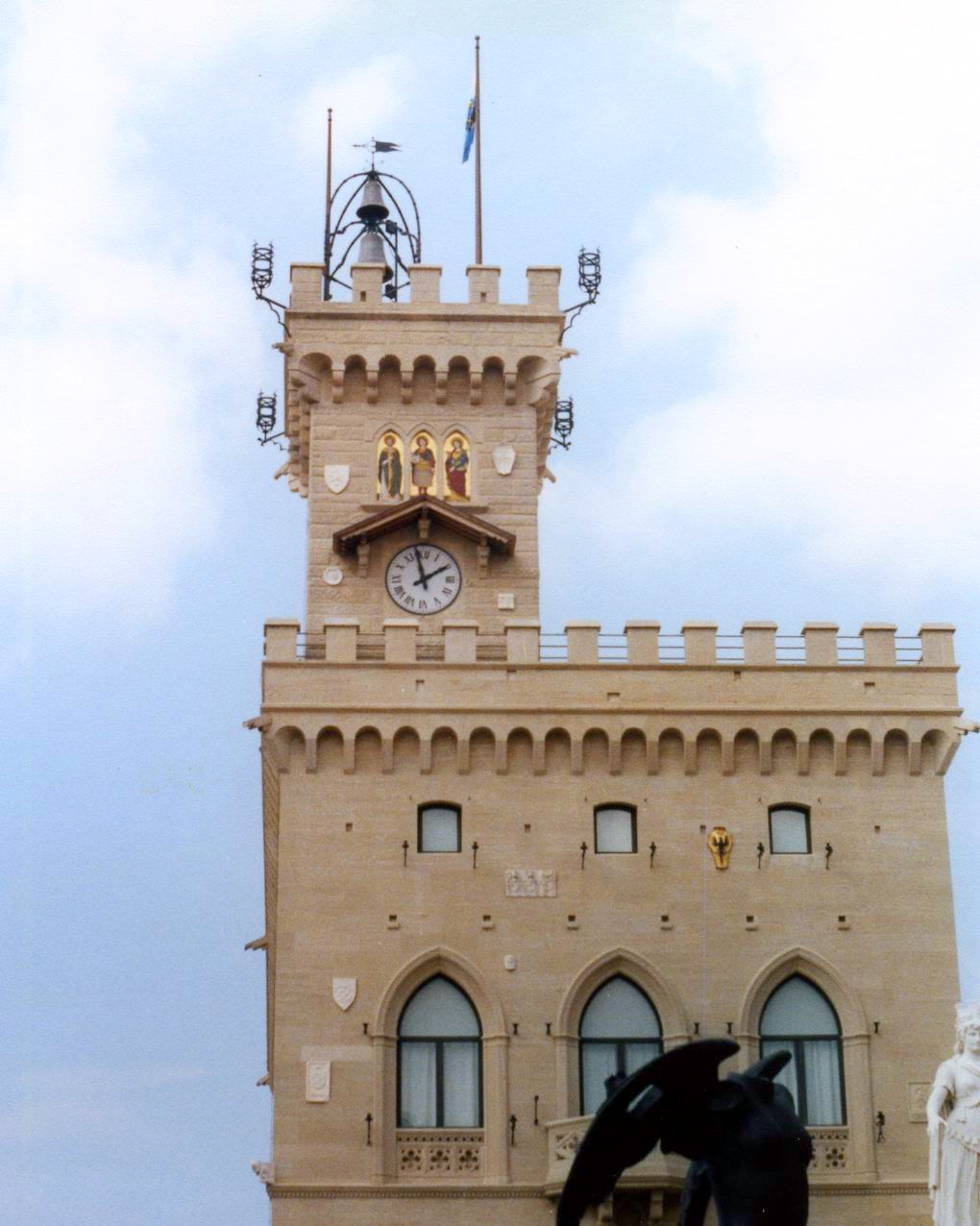
parlamenthuset

Consiglio Grande e Generale (Stora och allmänna rådet) är San Marinos lagstiftande organ. Det består av 60 ledamöter som väljs vart femte år. Parlamentet utser San Marinos regering.
Parlamentariskt arbete sker i fyra kommittéer.
De av statens medborgare som är minst 21 år gamla, läskunniga och bosatta i San Marino och har rösträtt. Personer i kyrkliga med diplomatiska ämbeten eller poliser får inte kandidera.
Valen var åren 1947-2007 proportionella, men blev därefter baserade på det italienska kommunalvalssystemet, där vinnande koalition tilldelas minst 35 parlamentsplatser och därmed absolut majoritet. Inom koalitionerna delas platserna upp mellan partierna med d’Hondts metod. En 3,5 procentspärr tillämpas mot småpartier, liksom regler för att garantera kvinnliga ledamöter.
Det senaste valet hölls den 8 december 2019. Det kristdemokratiska partiet i San Marino blev det största partiet..

## Historia
Parlamentets status etablerades i mitten av 1400-talet och hade 60 medlemmar. Ledamöterna representerade mäktiga familjer och var alltid män.. 
Stora och allmänna rådet upplöstes och grundades på nytt år 1923. Senare vanns valet av det fascistiska partiet i San Marino och blev det enda politiska partiet med representation i parlamentet, tillsammans med några katolska vallistor. En totalitär enpartistat grundades, liksom i Italien. De första fria val efter detta hölls 1945 och vanns av vänsterpartier..
Kvinnorna fick rösträtt 1960 och har kunnat inneha politiska ämbeten sedan 1973. Den första kvinnliga regerande kaptenen, Maria Lea Pedini-Angelini, tillträdde ämbetet den 1 april 1981.